# Persone di nome Leonardo
| Questa pagina contiene informazioni ricavate automaticamente dalle voci biografiche con l'ausilio del template Bio e di un bot. L'aggiornamento è periodico e automatico e ricostruisce completamente la pagina. Se manca una persona in questa lista, sei pregato di non aggiungerla, ma accertati piuttosto che la sua voce biografica contenga il template Bio e che i dati anagrafici siano correttamente compilati. Se il template Bio manca, inseriscilo tu stesso o, in alternativa, metti l'avviso {{tmp\|Bio}} che ne segnala la mancanza. Se i dati riportati sono sbagliati, correggi direttamente la voce biografica; le modifiche saranno visibili in questa lista entro pochi giorni. Per chiarimenti vedi il progetto antroponimi. La lista contiene solo le 528 persone che sono citate nell'enciclopedia e per le quali è stato implementato correttamente il template Bio. Pagina aggiornata al 6 ago 2025. |

Questa è una lista di persone presenti nell'enciclopedia che hanno il nome Leonardo, suddivise per attività principale.

## Abati(1)
- Leonardo di Noblac, abate e santo franco (Orléans - Noblac)

## Allenatori di calcio(15)
- Leonardo Acori, allenatore di calcio e ex calciatore italiano (Bastia Umbra, n. 1955)
- Leonardo Astrada, allenatore di calcio e ex calciatore argentino (Buenos Aires, n. 1970)
- Leonardo Bitetto, allenatore di calcio e ex calciatore italiano (Bari, n. 1959)
- Leonardo Colucci, allenatore di calcio e ex calciatore italiano (Cerignola, n. 1972)
- Leonardo De Lucca, allenatore di calcio uruguaiano
- Leonardo Generoso, allenatore di calcio e ex calciatore italiano (Giovinazzo, n. 1951)
- Leonardo Alberto González, allenatore di calcio e ex calciatore venezuelano (n. 1972)
- Leonardo Madelón, allenatore di calcio e ex calciatore argentino (Cafferata, n. 1963)
- Leonardo Menichini, allenatore di calcio e ex calciatore italiano (Ponsacco, n. 1953)
- Leonardo Pettinari, allenatore di calcio e ex calciatore italiano (Prato, n. 1986)
- Leonardo Ramos, allenatore di calcio e ex calciatore uruguaiano (Montevideo, n. 1969)
- Léo Condé, allenatore di calcio brasiliano (Piau, n. 1978)
- Leonardo Rossi, allenatore di calcio e ex calciatore italiano (Atina, n. 1960)
- Leonardo Semplici, allenatore di calcio e ex calciatore italiano (Firenze, n. 1967)
- Leonardo Véliz, allenatore di calcio e ex calciatore cileno (Valparaíso, n. 1945)

## Allenatori di pallacanestro(1)
- Leonardo Gutiérrez, allenatore di pallacanestro e ex cestista argentino (Marcos Juárez, n. 1978)

## Allenatori di tennis(2)
- Leonardo Lavalle, allenatore di tennis e ex tennista messicano (Città del Messico, n. 1967)
- Leonardo Olguín, allenatore di tennis e ex tennista argentino (Mendoza, n. 1975)

## Alpinisti(1)
- Emilio Comici, alpinista italiano (Trieste, n. 1901 - Selva di Val Gardena, † 1940)

## Ammiragli(1)
- Leonardo Correr, ammiraglio italiano (Venezia, n. 1764 - Lozzo Atestino, † 1807)

## Anatomisti(1)
- Leonardo Botallo, anatomista, medico e chirurgo italiano (Asti, n. 1530)

## Antifascisti(1)
- Leonardo Cocito, antifascista e partigiano italiano (Genova, n. 1914 - Carignano, † 1944)

## Antiquari(1)
- Leonardo Agostini, antiquario, numismatico e archeologo italiano (Boccheggiano, n. 1593 - † 1676)

## Apneisti(1)
- Leonardo D'Imporzano, apneista e giornalista italiano (La Spezia, n. 1982)

## Arbitri di calcio(2)
- Leonardo Baracani, ex arbitro di calcio italiano (Firenze, n. 1974)
- Leonardo Gaciba, ex arbitro di calcio brasiliano (Pelotas, n. 1971)

## Archeologi(1)
- Leonardo López Luján, archeologo messicano (n. 1964)

## Architetti(9)
- Leonardo Benevolo, architetto, urbanista e storico dell'architettura italiano (Orta San Giulio, n. 1923 - Cellatica, † 2017)
- Leonardo Bufalini, architetto italiano (Udine - Roma, † 1552)
- Leonardo de Figueroa, architetto spagnolo (Utiel, n. 1650 - Siviglia, † 1730)
- Leonardo Foderà, architetto italiano (Palermo, n. 1914 - Roma, † 1983)
- Leonardo Lusanna, architetto italiano (Palermo, n. 1908 - Firenze, † 1973)
- Leonardo Paterna Baldizzi, architetto italiano (Palermo, n. 1868 - Roma, † 1942)
- Leonardo Ricci, architetto italiano (Roma, n. 1918 - Venezia, † 1994)
- Leonardo Savioli, architetto e pittore italiano (Firenze, n. 1917 - Firenze, † 1982)
- Leonardo de Vegni, architetto italiano (Chianciano Terme, n. 1731 - Roma, † 1801)

## Arcivescovi cattolici(3)
- Leonardo D'Ascenzo, arcivescovo cattolico italiano (Valmontone, n. 1961)
- Leonardo Marini, arcivescovo cattolico e teologo italiano (Chio, n. 1509 - Roma, † 1573)
- Leonardo Mura, arcivescovo cattolico e teologo italiano (Cuglieri, n. 1810 - Cuglieri, † 1882)

## Arrampicatori(1)
- Leonardo Gontero, arrampicatore italiano (Susa, n. 1993)

## Artisti(1)
- Ericailcane, artista italiano (Belluno, n. 1980)

## Assassini seriali(1)
- Leonardo Cazzaniga, serial killer italiano (Saronno, n. 1956)

## Attivisti(1)
- Leonardo Marino, attivista italiano (Pastorano, n. 1946)

## Attori(18)
- Leonardo Botta, attore italiano (Roma, n. 1931 - Roma, † 2019)
- Leonardo Bragaglia, attore, scrittore e regista teatrale italiano (Roma, n. 1932 - Anzio, † 2020)
- Leonardo Cecchi, attore, cantante e ballerino statunitense (Minneapolis, n. 1998)
- Leonardo Cimino, attore statunitense (New York, n. 1917 - Woodstock, † 2012)
- Leonardo Cortese, attore, regista e critico teatrale italiano (Roma, n. 1916 - Roma, † 1984)
- Leonardo Della Bianca, attore, doppiatore e musicista italiano (Roma, n. 2003)
- Leonardo DiCaprio, attore, sceneggiatore e produttore cinematografico statunitense (Los Angeles, n. 1974)
- Leonardo Gajo, attore, doppiatore e direttore del doppiaggio italiano (Trieste, n. 1961)
- Leonardo Lidi, attore e regista teatrale italiano (Piacenza, n. 1988)
- Leonardo Maltese, attore italiano (Ravenna, n. 1997)
- Leonard Mann, attore statunitense (Albion, n. 1947)
- Nik Novecento, attore e personaggio televisivo italiano (Bologna, n. 1964 - Roma, † 1987)
- Leonardo Pazzagli, attore italiano (Lecco, n. 1992)
- Leonardo Pieraccioni, attore, regista e sceneggiatore italiano (Firenze, n. 1965)
- Leonardo Sbaraglia, attore argentino (Buenos Aires, n. 1970)
- Leonardo Severini, attore e doppiatore italiano (Roma, n. 1921 - Roma, † 1976)
- Leonardo Treviglio, attore e poeta italiano (Milano, n. 1949)
- Leonardo Villar, attore brasiliano (San Paolo, n. 1923 - San Paolo, † 2020)

## Aviatori(1)
- Leonardo Bonzi, aviatore, regista e tennista italiano (Milano, n. 1902 - San Michele di Ripalta Cremasca, † 1977)

## Avventurieri(1)
- Leonardo Trissino, avventuriero italiano (Vicenza, n. 1467 - Venezia, † 1511)

## Baritoni(1)
- Leonardo López Linares, baritono argentino (Buenos Aires)

## Bibliotecari(3)
- Leonardo D'Addabbo, bibliotecario e politico italiano (Sammichele di Bari, n. 1893 - Bari, † 1959)
- Leonardo Farinelli, bibliotecario, storico e giornalista italiano (San Gregorio da Sassola, n. 1940)
- Leonardo Perosa, bibliotecario e critico letterario italiano (Portogruaro, n. 1834 - Venezia, † 1904)

## Bobbisti(1)
- Leonardo Cavallini, bobbista italiano (Cortina d'Ampezzo, n. 1939 - Agordo, † 2023)

## Canottieri(2)
- Leonardo Pettinari, canottiere italiano (Pontedera, n. 1973)
- Leonardo Pietra Caprina, canottiere italiano (Milano, n. 1997)

## Cantanti(4)
- Leonardo Cabizza, cantante e cantautore italiano (Bulzi, n. 1924 - Bulzi, † 2018)
- Kenny Ray, cantante, compositore e produttore discografico brasiliano (Salvador Bahia, n. 1985)
- Leonardo, cantante e attore teatrale italiano (Milano, n. 1945 - Catania, † 2024)
- Leonardo Monteiro, cantante, cantautore e ballerino svizzero (Roma, n. 1990)

## Cantautori(2)
- Leo Pari, cantautore, musicista e produttore discografico italiano (Roma, n. 1978)
- Leonardo Veronesi, cantautore italiano (Monza, n. 1969)

## Cardinali(7)
- Leonardo Antonelli, cardinale e vescovo cattolico italiano (Senigallia, n. 1730 - Senigallia, † 1811)
- Leonardo Cybo, cardinale italiano (Genova - † 1404)
- Leonardo Grosso della Rovere, cardinale e vescovo cattolico italiano (Savona, n. 1464 - Roma, † 1520)
- Leonardo Patrasso, cardinale e arcivescovo cattolico italiano (Guarcino, n. 1230 - Lucca, † 1311)
- Leonardo Rossi, cardinale e francescano italiano (Giffoni Valle Piana - Avignone, † 1407)
- Leonardo Sandri, cardinale e arcivescovo cattolico argentino (Buenos Aires, n. 1943)
- Leonardo Ulrich Steiner, cardinale, arcivescovo cattolico e teologo brasiliano (Forquilhinha, n. 1950)

## Ceramisti(1)
- Leonardo Bettisi, ceramista italiano (Faenza)

## Cestisti(15)
- Leonardo Busca, cestista e dirigente sportivo italiano (Padova, n. 1972)
- Leonardo Candi, cestista italiano (Bologna, n. 1997)
- Leonardo Demétrio, cestista brasiliano (Curitiba, n. 1994)
- Leonardo Faggian, cestista italiano (Treviso, n. 2004)
- Leonardo Lema, cestista argentino (General Pico, n. 1998)
- Leo Mainoldi, cestista argentino (Cañada de Gómez, n. 1985)
- Leonardo Marini, cestista italiano (Padova, n. 1995)
- Leonardo Marquicias, cestista filippino (Manila, n. 1931 - † 2002)
- Leonardo Meindl, cestista brasiliano (San Paolo, n. 1993)
- Leonardo Okeke, cestista italiano (Monza, n. 2003)
- Leonardo Pérez, ex cestista e allenatore di pallacanestro cubano (Santa Clara, n. 1965)
- Gyno Pomare, ex cestista statunitense (Oceanside, n. 1986)
- Leo Ricci, ex cestista argentino (Buenos Aires, n. 1979)
- Leonardo Sonaglia, ex cestista e allenatore di pallacanestro italiano (Fabriano, n. 1959)
- Leonardo Totè, cestista italiano (Negrar, n. 1997)

## Chimici(1)
- Leonardo Cerini, chimico italiano (Castellanza, n. 1883 - Castellanza, † 1964)

## Chirurghi(1)
- Leonardo Gigli, chirurgo e ginecologo italiano (Sesto Fiorentino, n. 1863 - Firenze, † 1908)

## Ciclisti su strada(9)
- Leonardo Bertagnolli, ex ciclista su strada italiano (Trento, n. 1978)
- Leonardo Bonifazio, ex ciclista su strada italiano (Cuneo, n. 1991)
- Leonardo Duque, ex ciclista su strada e pistard colombiano (Cali, n. 1980)
- Leonardo Giordani, ex ciclista su strada italiano (Roma, n. 1977)
- Leonardo Mazzantini, ex ciclista su strada italiano (Empoli, n. 1953)
- Leonardo Natale, ex ciclista su strada italiano (Saronno, n. 1958)
- Leonardo Piepoli, ex ciclista su strada italiano (La Chaux-de-Fonds, n. 1971)
- Leonardo Scarselli, ex ciclista su strada e dirigente sportivo italiano (Firenze, n. 1975)
- Leonardo Sierra, ex ciclista su strada venezuelano (Santa Cruz de Mora, n. 1968)

## Comici(1)
- Leonardo Manera, comico, cabarettista e attore italiano (Milano, n. 1967)

## Compositori(2)
- Leonardo Vinci, compositore italiano (Strongoli - Napoli, † 1730)
- Leonardo Leo, compositore italiano (San Vito dei Normanni, n. 1694 - Napoli, † 1744)

## Condottieri(1)
- Leonardo Tola, condottiero italiano (n. 1449 - Ozieri, † 1503)

## Critici musicali(1)
- Leonardo Pinzauti, critico musicale italiano (Firenze, n. 1926 - Firenze, † 2015)

## Designer(2)
- Leonardo Fioravanti, designer, ingegnere e imprenditore italiano (Milano, n. 1938)
- Leonardo Sonnoli, designer italiano (Trieste, n. 1962)

## Diplomatici(3)
- Leonardo Mordini, diplomatico e storico italiano (Barga, n. 1867 - Barga, † 1943)
- Leonardo Visconti di Modrone, diplomatico italiano (Milano, n. 1947)
- Leonardo Vitetti, diplomatico italiano (Gerace Marina, n. 1894 - Roma, † 1973)

## Direttori d'orchestra(2)
- Leonardo De Amicis, direttore d'orchestra e compositore italiano (Roma, n. 1963)
- Leonardo García Alarcón, direttore d'orchestra argentino (La Plata, n. 1976)

## Dirigenti d'azienda(1)
- Leonardo Maugeri, dirigente d'azienda e saggista italiano (Firenze, n. 1964 - Roma, † 2017)

## Dirigenti sportivi(4)
- Leonardo Basso, dirigente sportivo e ex ciclista su strada italiano (Castelfranco Veneto, n. 1993)
- Leonardo Grosso, dirigente sportivo e ex calciatore italiano (Bra, n. 1943)
- Leonardo Nascimento de Araújo, dirigente sportivo, allenatore di calcio e ex calciatore brasiliano (Niterói, n. 1969)
- Leonardo Surro, dirigente sportivo e ex calciatore italiano (Avellino, n. 1962)

## Disc jockey(2)
- Leonardo Beccafichi, disc jockey e produttore discografico italiano (Città di Castello, n. 1976)
- Leonardo Re Cecconi, disc jockey e conduttore radiofonico italiano (Rho, n. 1954 - Milano, † 2004)

## Dogi(5)
- Leonardo Cattaneo Della Volta, doge (Genova, n. 1487 - Genova, † 1572)
- Leonardo Della Torre, doge (Genova, n. 1570 - Genova, † 1651)
- Leonardo Donà, doge (Venezia, n. 1536 - Venezia, † 1612)
- Leonardo Loredan, doge (Venezia, n. 1436 - Venezia, † 1521)
- Leonardo Montaldo, doge (San Martino di Paravanico, n. 1319 - Genova, † 1384)

## Doppiatori(1)
- Leonardo Graziano, doppiatore italiano (Capua, n. 1975)

## Economisti(1)
- Leonardo Becchetti, economista e giornalista italiano (Roma, n. 1965)

## Editori(2)
- Leonardo Clerici, editore italiano (Roma, n. 1955)
- Leonardo Mondadori, editore e dirigente d'azienda italiano (Milano, n. 1946 - Milano, † 2002)

## Fantini(1)
- Leonardo Viti, fantino italiano (Acquaviva di Montepulciano, n. 1942 - Siena, † 2007)

## Filologi(2)
- Leonardo Gómez Torrego, filologo spagnolo (Mozoncillo, n. 1942)
- Leonardo Olschki, filologo italiano (Verona, n. 1885 - Berkeley, † 1961)

## Filosofi(4)
- Leonardo Caffo, filosofo, scrittore e curatore editoriale italiano (Catania, n. 1988)
- Leonardo Coimbra, filosofo e politico portoghese (Lixa, n. 1883 - Porto, † 1936)
- Leonardo Grassi, filosofo e pedagogista italiano (Mascali, n. 1873 - Catania, † 1961)
- Leonardo Polo, filosofo e scrittore spagnolo (Madrid, n. 1926 - Pamplona, † 2013)

## Fisarmonicisti(1)
- Flaco Jiménez, fisarmonicista statunitense (San Antonio, n. 1939 - San Antonio, † 2025)

## Flautisti(1)
- Leonardo De Lorenzo, flautista italiano (Viggiano, n. 1875 - Santa Barbara, † 1962)

## Fumettisti(2)
- Leonardo Gagliano, fumettista italiano (Milano, n. 1953)
- Leo Ortolani, fumettista italiano (Pisa, n. 1967)

## Funzionari(1)
- Leonardo Severi, funzionario e politico italiano (Fano, n. 1882 - Fano, † 1958)

## Gastronomi(1)
- Leonardo Romanelli, gastronomo e giornalista italiano (Firenze, n. 1963)

## Generali(5)
- Leonardo Gallitelli, generale italiano (Taranto, n. 1948)
- Leonardo Maria Lonfernini, generale sammarinese (Borgo Maggiore, n. 1947)
- Leonardo Motzo, generale italiano (Bolotana, n. 1895 - Cagliari, † 1971)
- Leonardo Márquez, generale messicano (Città del Messico, n. 1820 - L'Avana, † 1913)
- Leonardo Tricarico, generale e aviatore italiano (Tione di Trento, n. 1942)

## Geografi(1)
- Leonardo Ricci, geografo italiano (Milano, n. 1877 - Mantova, † 1967)

## Gesuiti(2)
- Leonardo Kimura, gesuita giapponese (Nagasaki, n. 1575 - Nagasaki, † 1619)
- Leonardo Ximenes, gesuita, astronomo e ingegnere italiano (Trapani, n. 1716 - Firenze, † 1786)

## Giavellottisti(1)
- Leonardo Gottardo, giavellottista italiano (Padova, n. 1988)

## Giocatori di baseball(1)
- Leonardo Zileri, giocatore di baseball italiano (Sala Baganza, n. 1984)

## Giocatori di calcio a 5(7)
- Leonardo Calmonte, giocatore di calcio a 5 e allenatore di calcio a 5 italiano (Bassano del Grappa, n. 1980)
- Higuita, giocatore di calcio a 5 brasiliano (Rio de Janeiro, n. 1986)
- Leonardo Magarelli, ex giocatore di calcio a 5 argentino (n. 1974)
- Léo Jaraguá, giocatore di calcio a 5 brasiliano (Jaraguá do Sul, n. 1987)
- Leonardo Ruiz, ex giocatore di calcio a 5 argentino (n. 1970)
- Leonardo Santana da Silva, giocatore di calcio a 5 brasiliano (Juiz de Fora, n. 1988)
- Leonardo Soares Conceição, ex giocatore di calcio a 5 brasiliano (Pelotas, n. 1980)

## Giocatori di football americano(1)
- Leonardo Wirz, giocatore di football americano svizzero (Friburgo, n. 1992)

## Giornalisti(6)
- Leonardo Azzarita, giornalista italiano (Molfetta, n. 1888 - Roma, † 1976)
- Leonardo Boriani, giornalista italiano (Varese, n. 1946)
- Leonardo Caponi, giornalista, scrittore e politico italiano (Perugia, n. 1949)
- Leonardo Coen, giornalista e scrittore italiano (Milano, n. 1948)
- Leonardo Henrichsen, giornalista argentino (Buenos Aires, n. 1940 - Santiago del Cile, † 1973)
- Leonardo Sgura, giornalista italiano (Brindisi, n. 1961)

## Giuristi(1)
- Leonardo Frullani, giurista e politico italiano (San Giovanni alla Vena, n. 1756 - Firenze, † 1824)

## Grecisti(1)
- Leonardo Paganelli, grecista e ebraista italiano (Rimini, n. 1954 - Bologna, † 2025)

## Hockeisti su ghiaccio(1)
- Leonardo Genoni, hockeista su ghiaccio svizzero (Semione, n. 1987)

## Hockeisti su pista(1)
- Leonardo Diquigiovanni, hockeista su pista italiano (Valdagno, n. 2004)

## Illustratori(1)
- Leonardo Mattioli, illustratore italiano (Firenze, n. 1928 - Firenze, † 1999)

## Imitatori(1)
- Leonardo Fiaschi, imitatore e cabarettista italiano (Livorno, n. 1985)

## Imprenditori(3)
- Leonardo Del Vecchio, imprenditore italiano (Milano, n. 1935 - Milano, † 2022)
- Leonardo Garilli, imprenditore, ingegnere e dirigente sportivo italiano (Piacenza, n. 1923 - Milano, † 1996)
- Leonardo Servadio, imprenditore italiano (Perugia, n. 1925 - Perugia, † 2012)

## Ingegneri(7)
- Leonardo Chiariglione, ingegnere italiano (Almese, n. 1943)
- Leonardo Corbo, ingegnere e divulgatore scientifico italiano (Rocchetta Sant'Antonio, n. 1938)
- Leonardo Miccolis, ingegnere e politico italiano (Putignano, n. 1890 - † 1953)
- Leonardo Salimbeni, ingegnere e matematico italiano (Spalato, n. 1752 - Verona, † 1823)
- Leonardo Salimbeni, ingegnere e politico italiano (Modena, n. 1830 - † 1889)
- Leonardo Torres y Quevedo, ingegnere e matematico spagnolo (Santa Cruz de Iguña, n. 1852 - Madrid, † 1936)
- Leonardo Torriani, ingegnere, architetto e storico italiano (Cremona, n. 1559 - Coimbra, † 1628)

## Letterati(1)
- Leonardo Manin, letterato e numismatico italiano (Venezia, n. 1771 - Venezia, † 1853)

## Liutai(1)
- Leonardo Giovanni da Martinengo, liutaio italiano

## Mafiosi(2)
- Leonardo Messina, mafioso e collaboratore di giustizia italiano (San Cataldo, n. 1955)
- Leonardo Vitale, mafioso e collaboratore di giustizia italiano (Palermo, n. 1941 - Palermo, † 1984)

## Magistrati(2)
- Leonardo Guarnotta, magistrato italiano (Palermo, n. 1940)
- Leonardo Tommasi, magistrato e politico italiano (Calimera, n. 1832 - Palermo, † 1905)

## Marciatori(1)
- Leonardo Dei Tos, marciatore italiano (Vittorio Veneto, n. 1992)

## Matematici(1)
- Leonardo Fibonacci, matematico italiano (Pisa - Pisa)

## Medici(8)
- Leonardo Caprioli, medico italiano (Bergamo, n. 1920 - Bergamo, † 2013)
- Leonardo Conti, medico e militare svizzero (Lugano, n. 1900 - Norimberga, † 1945)
- Leonardo De Benedetti, medico e superstite dell'Olocausto italiano (Torino, n. 1898 - Torino, † 1983)
- Leonardo Di Capua, medico, scienziato e filosofo italiano (Bagnoli Irpino, n. 1617 - Napoli, † 1695)
- Leonardo Pandolfo, medico e politico italiano (Palermo, n. 1929 - † 2006)
- Leonardo Santini, medico e farmacologo italiano (Molazzana, n. 1904 - Castelnuovo di Garfagnana, † 1983)
- Leonardo Targa, medico italiano (Verona, n. 1730 - Verona, † 1815)
- Leonardo Vecchiet, medico italiano (Trieste, n. 1933 - Chieti, † 2007)

## Militari(8)
- Leonardo Albanesi, militare italiano (Bolzano, n. 1965)
- Leonardo Ferrulli, militare e aviatore italiano (Brindisi, n. 1918 - Scordia, † 1943)
- Leonardo Foscolo, militare italiano (Venezia, n. 1588 - Venezia, † 1660)
- Leonardo Gallucci, militare italiano (Aprigliano, n. 1911 - Pleu i Kieve, † 1940)
- Leonardo di Reresby, militare e santo inglese (Yorkshire)
- Leonardo Madoni, militare e aviatore italiano (Manciano, n. 1912 - Barce, † 1941)
- Leonardo Magnani, militare italiano (Firenze, n. 1911 - Selaclacà, † 1936)
- Leonardo Roissard de Bellet, militare e politico italiano (Nizza Marittima, n. 1816 - Roma, † 1901)

## Miniatori(1)
- Leonardo Bellini, miniatore e pittore italiano (Venezia)

## Monaci cristiani(1)
- Leonardo da Pistoia, monaco cristiano italiano (Pistoia - Milano)

## Musicisti(1)
- Leonardo Sgavetti, musicista, fisarmonicista e pianista italiano (Reggio Emilia, n. 1972)

## Neurologi(1)
- Leonardo Bianchi, neurologo, psichiatra e politico italiano (San Bartolomeo in Galdo, n. 1848 - Napoli, † 1927)

## Neuroscienziati(1)
- Leonardo Fogassi, neuroscienziato italiano (La Spezia, n. 1958)

## Nobili(8)
- Leonardo Alighieri, nobile e politico italiano (Verona, n. 1395 - Verona, † 1441)
- Leonardo Cubello, nobile (Oristano, n. 1362 - Oristano, † 1427)
- Leonardo I Tocco, nobile italiano († 1381)
- Leonardo III Tocco, nobile (Roma, † 1503)
- Leonardo II de Tassis, nobile (Bruxelles, n. 1594 - Praga, † 1628)
- Leonardo I de Tassis, nobile (n. 1522 - Bruxelles, † 1612)
- Leonardo de Zori, nobile e arcivescovo cattolico italiano (Sardegna, † 1392)
- Leonardo della Rovere, nobile italiano (Savona, n. 1445 - † 1475)

## Notai(1)
- Leonardo Agricola, notaio italiano (n. 1480 - † 1539)

## Nuotatori(5)
- Leonardo Coelho Santos, nuotatore brasiliano (Rio de Janeiro, n. 1995)
- Leonardo Deplano, nuotatore italiano (Firenze, n. 1999)
- Leonardo Michelotti, ex nuotatore italiano (Cremona, n. 1965)
- Leonardo Tumiotto, ex nuotatore e personaggio televisivo italiano (San Donà di Piave, n. 1983)
- Leonardo de Deus, nuotatore brasiliano (Campo Grande, n. 1991)

## Organisti(1)
- Leonardo Ciampa, organista, pianista e compositore statunitense (Boston, n. 1971)

## Ostacolisti(1)
- Leonardo Capotosti, ostacolista italiano (Terni, n. 1988)

## Ottici(1)
- Leonardo Semitecolo, ottico italiano († 1869)

## Pallamanisti(1)
- Leonardo Lopasso, ex pallamanista e allenatore di pallamano italiano (Bari, n. 1972)

## Pallanuotisti(2)
- Leonardo Binchi, ex pallanuotista e allenatore di pallanuoto italiano (Campiglia Marittima, n. 1975)
- Leonardo Sottani, ex pallanuotista e allenatore di pallanuoto italiano (Figline Valdarno, n. 1973)

## Pallavolisti(4)
- Leonardo Leyva, pallavolista cubano (L'Avana, n. 1990)
- Leonardo Morsut, ex pallavolista italiano (Padova, n. 1980)
- Leonardo Rodrigues, pallavolista brasiliano (Belo Horizonte, n. 1978)
- Leonardo Scanferla, pallavolista italiano (Padova, n. 1998)

## Partigiani(3)
- Leonardo Pavirani, partigiano italiano (n. 1926 - Sant'Alberto, † 1945)
- Leonardo Tarantini, partigiano, antifascista e poeta italiano (Urbino, n. 1920 - Parma, † 2009)
- Leonardo Umile, partigiano italiano (Scerni, n. 1919 - Aulla, † 1945)

## Patriarchi cattolici(2)
- Leonardo Dolfin, patriarca cattolico italiano (Venezia - Creta)
- Leonardo Falier, patriarca cattolico italiano

## Patrioti(2)
- Leonardo Andervolti, patriota italiano (Gaio, n. 1805 - Gaio, † 1867)
- Leonardo Dorotea, patriota, medico e naturalista italiano (Villetta Barrea, n. 1797 - Torino, † 1865)

## Pesisti(1)
- Leonardo Fabbri, pesista italiano (Bagno a Ripoli, n. 1997)

## Piloti automobilistici(3)
- Leonardo Fornaroli, pilota automobilistico italiano (Piacenza, n. 2004)
- Leo Isolani, pilota automobilistico italiano (Ancona, n. 1957)
- Leonardo Pulcini, pilota automobilistico italiano (Roma, n. 1998)

## Piloti motonautici(1)
- Leonardo Mazzoli, pilota motonautico italiano (Torrile, n. 1935 - Sabaudia, † 1972)

## Pittori(29)
- Leonardo Alenza y Nieto, pittore e illustratore spagnolo (Madrid, n. 1807 - Madrid, † 1845)
- Leonardo Luigi Banzi, pittore e ceramista italiano (Bologna, n. 1845 - Bologna, † 1914)
- Leonardo Bazzaro, pittore italiano (Milano, n. 1853 - Milano, † 1937)
- Leonardo da Besozzo, pittore e miniatore italiano
- Leonardo Boldrini, pittore italiano (Murano)
- Leonardo Borgese, pittore, illustratore e critico d'arte italiano (Napoli, n. 1904 - Milano, † 1986)
- Leonardo Brescia, pittore italiano (Ferrara, n. 1520 - † 1582)
- Leonardo Campochiesa, pittore italiano (Tonadico, n. 1823 - Trento, † 1906)
- Leonardo Castellani, pittore e scrittore italiano (Faenza, n. 1896 - Urbino, † 1984)
- Leonardo Coccorante, pittore italiano (Napoli, n. 1680 - Napoli, † 1750)
- Leonardo Cominotto, pittore italiano (Pordenone, n. 1898 - Venezia, † 1966)
- Leonardo Corona, pittore italiano (Murano, n. 1561 - Venezia, † 1605)
- Leonardo Cremonini, pittore e disegnatore italiano (Bologna, n. 1925 - Parigi, † 2010)
- Leonardo Cungi, pittore italiano (Sansepolcro - † 1569)
- Leonardo Dudreville, pittore italiano (Venezia, n. 1885 - Ghiffa, † 1976)
- Leonardo Fea, pittore, zoologo e esploratore italiano (Torino, n. 1852 - Torino, † 1903)
- Leonardo di Francesco di Lazzaro Malatesta, pittore italiano (Pistoia, n. 1483)
- Leonardo da Roma, pittore italiano (Roma)
- Leonardo Massabò, pittore italiano (Porto Maurizio, n. 1812 - Porto Maurizio, † 1886)
- Leonardo Antonio Olivieri, pittore italiano (Martina Franca, n. 1689 - Napoli, † 1752)
- Leonardo Petrucci, pittore italiano (Grosseto, n. 1986)
- Leonardo Prencipe, pittore italiano (Manfredonia, n. 1985)
- Leonardo Roda, pittore italiano (Racconigi, n. 1868 - Torino, † 1933)
- Leonardo Scaletti, pittore italiano
- Leonardo Sconzani, pittore e miniatore italiano (Bologna, n. 1695 - † 1735)
- Leo Spaventa Filippi, pittore italiano (Milano, n. 1912 - Varese, † 1999)
- Leonardo Spreafico, pittore italiano (Monza, n. 1907 - Milano, † 1974)
- Leonardo de Mango, pittore italiano (Bisceglie, n. 1843 - Istanbul, † 1930)
- Leonardo dell'Arca, pittore e incisore italiano

## Poeti(3)
- Leonardo Bonetti, poeta, scrittore e musicista italiano (Roma, n. 1963)
- Leonardo Quirini, poeta italiano (Venezia - Venezia)
- Leonardo Sinisgalli, poeta, saggista e critico d'arte italiano (Montemurro, n. 1908 - Roma, † 1981)

## Politici(23)
- Leonardo Alagon, politico italiano (Oristano, n. 1436 - Xàtiva, † 1494)
- Leonardo Bruni, politico, scrittore e umanista italiano (Arezzo, n. 1370 - Firenze, † 1444)
- Leonardo Carioni, politico italiano (Turate, n. 1952)
- Leonardo Domenici, politico italiano (Firenze, n. 1955)
- Leonardo Donno, politico italiano (Galatina, n. 1985)
- Leonardo Frescobaldi, politico e scrittore italiano (Firenze, n. 1324)
- Leonardo Giustinian, politico e umanista italiano (Venezia, n. 1388 - Venezia, † 1446)
- Leonardo Grimani, politico italiano (Terni, n. 1972)
- Leonardo Impegno, politico italiano (Napoli, n. 1974)
- Leonardo La Russa, politico italiano (Catanzaro, n. 1832 - Catanzaro, † 1900)
- Leonardo La Torre, politico italiano (Aosta, n. 1957)
- Leonardo Latini, politico e avvocato italiano (Terni, n. 1974)
- Leonardo Marras, politico italiano (Grosseto, n. 1973)
- Leonardo Melandri, politico italiano (Forlì, n. 1929 - † 2005)
- Leonardo Michelini, politico italiano (Quarrata, n. 1950)
- Leonardo Mocenigo, politico italiano (Venezia, n. 1551 - Venezia, † 1627)
- Leonardo Muraro, politico italiano (Mogliano Veneto, n. 1955)
- Leonardo Romanelli, politico italiano (Arezzo, n. 1803 - Arezzo, † 1886)
- Leonardo Tarantino, politico italiano (Busto Arsizio, n. 1970)
- Leonardo Vigo Fuccio, politico italiano (Acireale, n. 1805 - Acireale, † 1882)
- Andrea Virgilio, politico italiano (Cremona, n. 1973)
- Leonardo Visconti, politico italiano (Milano)
- Leonardo Beltramo di Savona della Rovere, politico italiano (Albisola Superiore - Savona)

## Politologi(1)
- Leonardo Morlino, politologo italiano (Montemurro, n. 1947 - Firenze, † 2025)

## Presbiteri(6)
- Leonardo Boff, presbitero, teologo e scrittore brasiliano (Concórdia, n. 1938)
- Leonardo Brumati, presbitero e naturalista italiano (Ronchi dei Legionari, n. 1774 - Ronchi dei Legionari, † 1855)
- Leonardo da Porto Maurizio, presbitero, religioso e santo italiano (Porto Maurizio, n. 1676 - Roma, † 1751)
- Leonardo Murialdo, presbitero italiano (Torino, n. 1828 - Torino, † 1900)
- Leonardo Sapienza, presbitero e scrittore italiano (Cassano delle Murge, n. 1952)
- Leonardo Zega, presbitero, giornalista e scrittore italiano (Sant'Angelo in Pontano, n. 1928 - Milano, † 2010)

## Procuratori sportivi(1)
- Leonardo Rodríguez, procuratore sportivo e ex calciatore argentino (Lanús, n. 1966)

## Produttori cinematografici(1)
- Leonardo Giuliano, produttore cinematografico e regista italiano (Siracusa, n. 1953)

## Registi(5)
- Leonardo D'Agostini, regista e sceneggiatore italiano (Roma, n. 1977)
- Leonardo De Mitri, regista, sceneggiatore e critico cinematografico italiano (Mola di Bari, n. 1914 - Ravenna, † 1956)
- Leonardo Di Costanzo, regista, sceneggiatore e direttore della fotografia italiano (Ischia, n. 1958)
- Leonardo Favio, regista cinematografico, cantante e attore argentino (Las Catitas, n. 1938 - Buenos Aires, † 2012)
- Leonardo Guerra Seràgnoli, regista, sceneggiatore e produttore cinematografico italiano (Roma, n. 1980)

## Religiosi(3)
- Leonardo Duardo, religioso italiano (Manocalzati, n. 1566 - Napoli, † 1643)
- Leonardo di Cava, religioso italiano (Abbazia territoriale della Santissima Trinità di Cava de' Tirreni, † 1255)
- Leonardo da Vandoeuvre, religioso franco (Gallia - † 575)

## Rugbisti a 15(6)
- Ulises Gamboa, ex rugbista a 15 e allenatore di rugby a 15 argentino (Buenos Aires, n. 1975)
- Leonardo Ghiraldini, ex rugbista a 15 italiano (Padova, n. 1984)
- Leonardo Mantelli, rugbista a 15 italiano (Prato, n. 1996)
- Leonardo Marin, rugbista a 15 italiano (Venezia, n. 2002)
- Leonardo Sarto, rugbista a 15 italiano (Zevio, n. 1992)
- Leonardo Senatore, rugbista a 15 argentino (Rosario, n. 1984)

## Saggisti(1)
- Leonardo Vittorio Arena, saggista italiano (Ripatransone, n. 1953)

## Saltatori con gli sci(1)
- Leonardo De Crignis, ex saltatore con gli sci italiano (Ravascletto, n. 1952)

## Sceneggiatori(3)
- Leonardo Benvenuti, sceneggiatore italiano (Firenze, n. 1923 - Roma, † 2000)
- Leonardo Bercovici, sceneggiatore e regista statunitense (New York, n. 1908 - Los Angeles, † 1995)
- Leonardo Valenti, sceneggiatore italiano (Terni, n. 1975)

## Scenografi(1)
- Leonardo Scarpa, scenografo italiano

## Schermidori(2)
- Leonardo Affede, ex schermidore italiano (Roma, n. 1994)
- Leonardo Mackenzie, schermidore cubano (n. 1954 - Bridgetown, † 1976)

## Sciatori alpini(1)
- Leonardo David, sciatore alpino italiano (Gressoney-Saint-Jean, n. 1960 - Gressoney-La-Trinité, † 1985)

## Sciatori freestyle(1)
- Leonardo Donaggio, sciatore freestyle italiano (Lido di Venezia, n. 2003)

## Scienziati(2)
- Leonardo Garzoni, scienziato e gesuita italiano (Venezia, n. 1543 - Venezia, † 1592)
- Leonardo da Vinci, scienziato, inventore e artista italiano (Anchiano, n. 1452 - Amboise, † 1519)

## Scrittori(9)
- Leonardo Colombati, scrittore e poeta italiano (Roma, n. 1970)
- Leonardo Cozzando, scrittore e religioso italiano (Rovato, n. 1620 - Rovato, † 1702)
- Leonardo Gori, scrittore italiano (Firenze, n. 1957)
- Leonardo Melis, scrittore italiano (Setzu, n. 1949)
- Leonardo Padura Fuentes, scrittore, giornalista e saggista cubano (L'Avana, n. 1955)
- Leonardo Patrignani, scrittore, cantante e musicista italiano (Moncalieri, n. 1980)
- Aldo Penna, scrittore e politico italiano (Calatafimi Segesta, n. 1956)
- Leo Pestelli, scrittore, linguista e critico cinematografico italiano (Torino, n. 1909 - Torino, † 1976)
- Leonardo Sciascia, scrittore, giornalista e saggista italiano (Racalmuto, n. 1921 - Palermo, † 1989)

## Scultori(4)
- Leonardo Bistolfi, scultore e politico italiano (Casale Monferrato, n. 1859 - La Loggia, † 1933)
- Leonardo Julio Capuz, scultore spagnolo (Ontinyent, n. 1660 - Valencia, † 1731)
- Leonardo Lucchi, scultore italiano (Cesena, n. 1952)
- Leonardo del Tasso, scultore e intagliatore italiano (Firenze, n. 1465)

## Siepisti(1)
- Leonardo Feletto, siepista e mezzofondista italiano (n. 1995)

## Sindacalisti(1)
- Leonardo Zanier, sindacalista, politico e poeta italiano (Comeglians, n. 1935 - Riva San Vitale, † 2017)

## Sollevatori(1)
- Nardino Masu, sollevatore italiano (Nuoro, n. 1934 - Nuoro, † 2010)

## Storici(1)
- Leonardo Orlandini, storico, poeta e religioso italiano (Trapani, n. 1552 - Palermo, † 1618)

## Surfisti(1)
- Leonardo Fioravanti, surfista italiano (Roma, n. 1997)

## Taekwondoka(1)
- Leonardo Basile, taekwondoka italiano (Napoli, n. 1983)

## Tennisti(3)
- Leonardo Azzaro, ex tennista italiano (Firenze, n. 1978)
- Leonardo Mayer, ex tennista argentino (Corrientes, n. 1987)
- Leonardo Tavares, ex tennista portoghese (Espinho, n. 1984)

## Teologi(1)
- Leonardo Lessio, teologo olandese (Brecht, n. 1554 - Lovanio, † 1623)

## Umanisti(3)
- Leonardo Dati, umanista italiano (Firenze, n. 1360 - † 1425)
- Leonardo Dati, umanista, poeta e vescovo cattolico italiano (Firenze, n. 1408 - Roma, † 1472)
- Leonardo Mansueti, umanista italiano (Perugia, n. 1405 - Roma, † 1480)

## Vescovi cattolici(11)
- Leonardo Abela, vescovo cattolico maltese (Mdina, n. 1541 - Roma, † 1605)
- Leonardo Bonanno, vescovo cattolico italiano (San Giovanni in Fiore, n. 1947)
- Leonardo Buonafede, vescovo cattolico e mecenate italiano (n. 1450 - Firenze, † 1545)
- Leonardo Delfini, vescovo cattolico italiano (Genova - Nîmes, † 1438)
- Leonardo Fieschi, vescovo cattolico italiano († 1331)
- Leonardo, vescovo cattolico italiano (Anagni, † 1320)
- Leonardo de' Medici, vescovo cattolico italiano († 1528)
- Leonardo Moccia, vescovo cattolico italiano (Torre Santa Susanna, n. 1801 - Gallipoli, † 1852)
- Leonardo Salutati, vescovo cattolico italiano (Pescia - Fiesole, † 1466)
- Leonardo Tornabuoni, vescovo cattolico italiano (Firenze, n. 1492 - Roma, † 1540)
- Leonardo Trucco, vescovo cattolico italiano (Noli, † 1587)

## Violoncellisti(1)
- Leonardo Sapere, violoncellista argentino (Buenos Aires, n. 1972)

## Senza attività specificata(5)
- Leonardo Cruciano, effettista italiano (Bari, n. 1974)
- Leonardo II Tocco, conte († 1415)
- Leonardo di Gorizia, conte (n. 1440 - Lienz, † 1500)
- Leonardo Martinello, ex politico italiano (Granze, n. 1955)
- Leonardo de Zocchis (Terracina, n. 1517 - Napoli, † 1594)